# Эквивалент барреля нефти
Эквивалент барреля нефти (англ. barrel of oil equivalent, BOE) — единица измерения энергии, эквивалентная среднему тепловыделению при сгорании 1 барреля (42 американских галлона или 158,9873 литра) сырой нефти. Американская Служба внутренних доходов определяет его как 5,8×106 БТЕ59°F. Указанное значение усреднённое, так как различные виды нефти дают разное количество энергии.
5,8×106 БТЕ59°F эквивалентно 6,1178632 × 109 Дж или 1,7 МВт⋅ч.
1 эквивалент барреля нефти примерно равен 5800 кубическим футам природного газа (58 терм). Геологическая служба США даёт цифру 6000 кубических футов (170 м3).
Эквивалент барреля используется нефтяными и газовыми компаниями в финансовых отчётах в качестве единой меры для оценки производства и запасов нефти и природного газа. При этом, однако, не учитывается, что на мировом рынке одно и то же количество энергии в виде природного газа дешевле, чем в виде нефти или газового конденсата, т.к. цена на эти энергоносители на большинстве рынков устанавливается за единицу объема или веса, а не за единицу содержащейся в них энергии. 